# جورج كونور (سائق فورمولا 1)
جورج كونور (بالإنجليزية: George Connor)‏ (و. 1906 – 2001 م) هو سائق فورمولا 1 أمريكي، ولد في ريالتو، سان بيرناردينو، كاليفورنيا، توفي في هيسبيريا، سان بيرناردينو، كاليفورنيا، عن عمر يناهز 95 عاماً.